# Scordonia lamae
Scordonia lamae là một loài bướm đêm trong họ Geometridae.